# 栃木県道・茨城県道294号東野田古河線

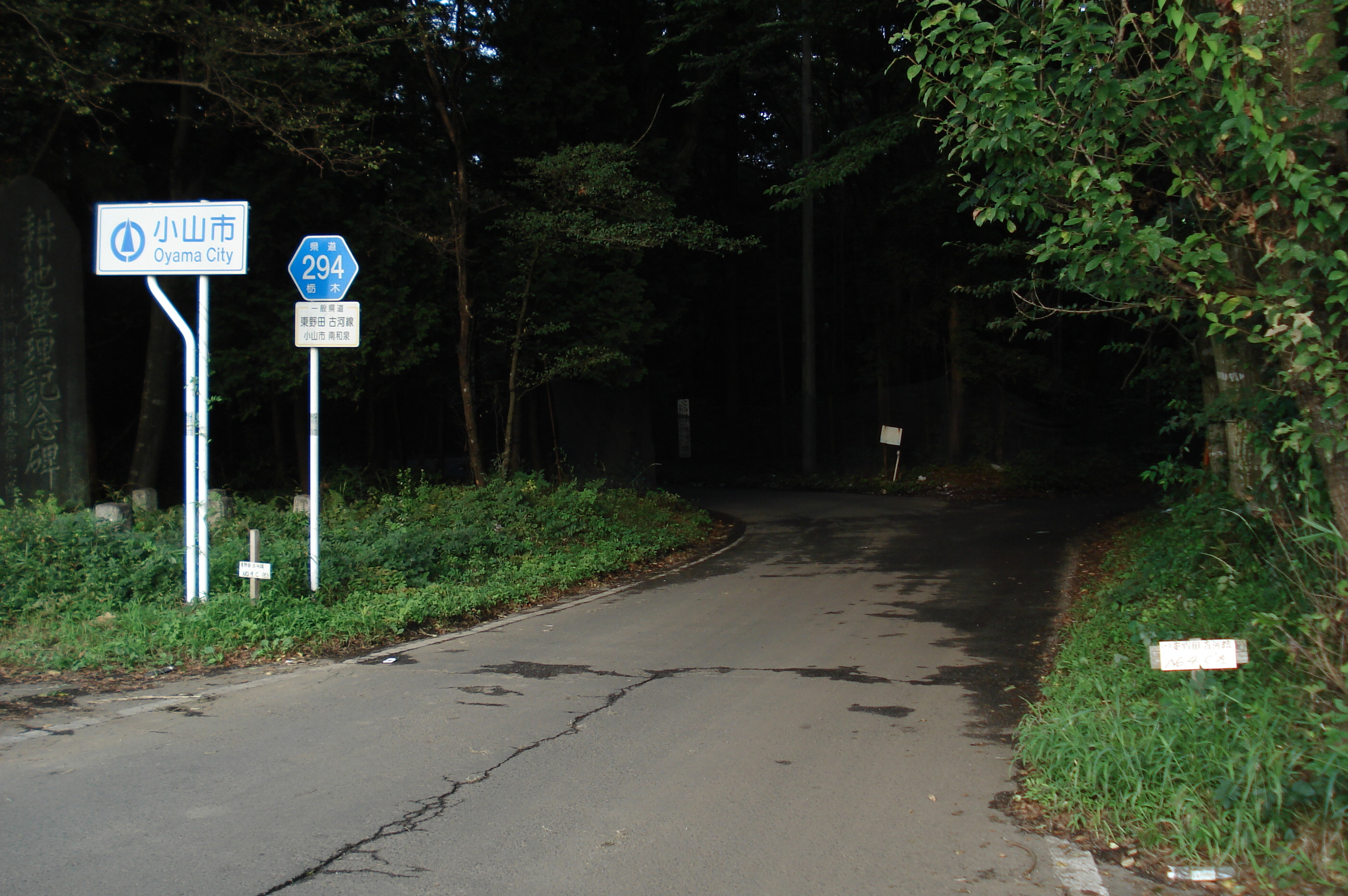
小山市南和泉付近

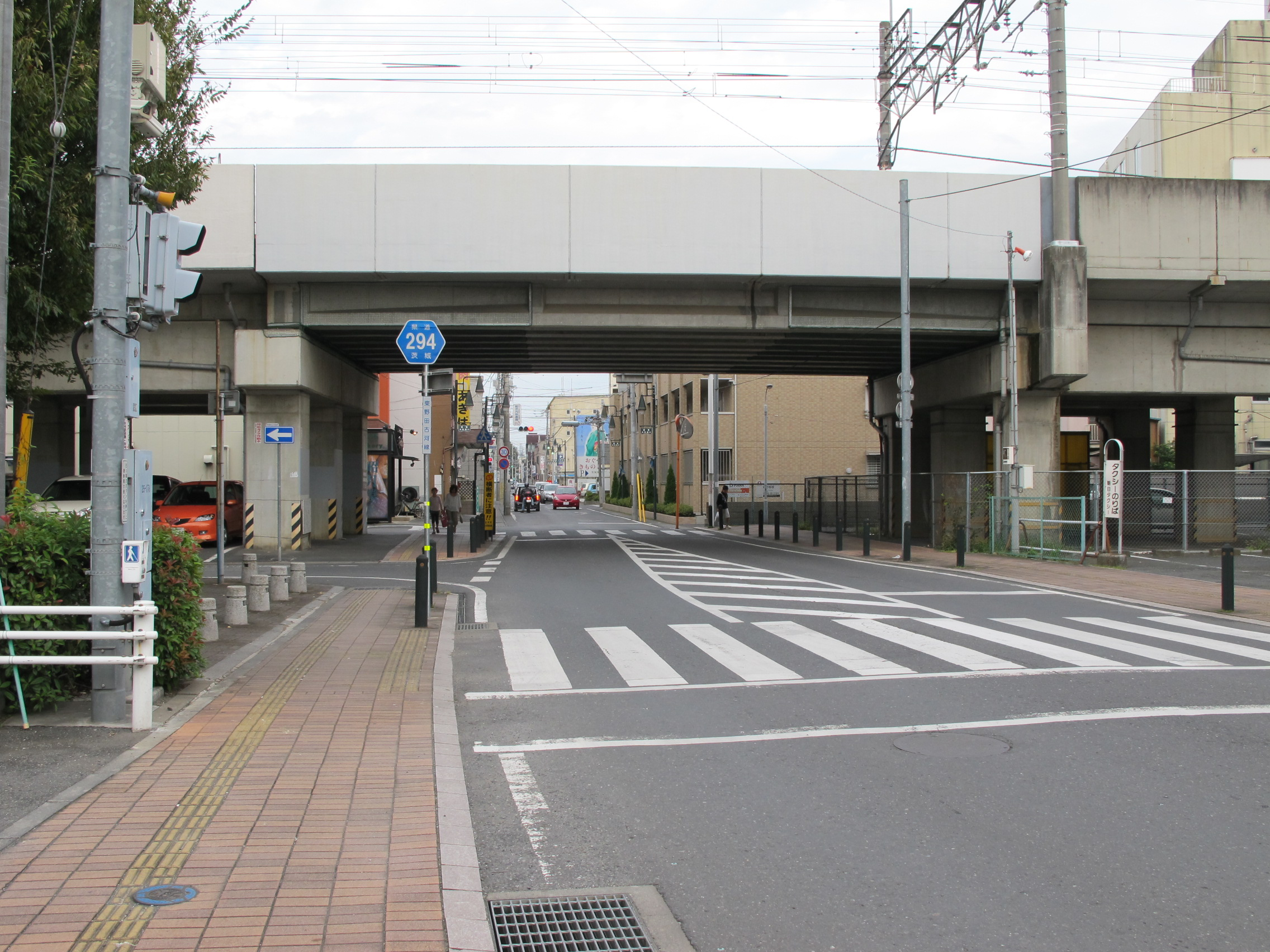
古河市本町一丁目（2011年10月）

栃木県道・茨城県道294号東野田古河線（とちぎけんどういばらきけんどう294ごう ひがしのだこがせん）は、栃木県小山市から茨城県古河市に至る県道である。

## 概要
この路線は国道125号の重複区間を挟み、古河市中心部を走る部分と平坦な田園地帯と点在する集落を通る部分に分けられる。
栃木・茨城県境に沿っており全般に隘路が続き、特に小山市東野田 - 野木町川田は並行する市道・町道の方が整備されており新4号国道方面へ迂回する場合も当路線ではなくそちらが案内されている。
また、沿線に県道番号を示す標識や案内標識等も少ないので初めて通る場合には路線を外れてしまう場合もある。

### 路線データ
- 起点：栃木県小山市東野田（茨城県道・栃木県道54号明野間々田線交点、大谷南小前交差点）
- 終点：茨城県古河市本町一丁目（栃木県道・茨城県道261号野木古河線交点）
- 総延長：*.* km（茨城県区間：2.931 km[1]、栃木県区間：*.* km）
- 重用延長：*.* km（茨城県区間：0.728 km[1]、栃木県区間：*.* km）
- 未供用延長：なし（茨城県区間：0.0 km[1]、栃木県区間：*.* km）
- 実延長：11.491 km（茨城県区間：2.203 km[1]、栃木県区間：9.288 km[2]）
- 自動車交通不能区間延長[注釈 1]：*.* km（茨城県区間：0.0 km[1]、栃木県区間：*.* km）

## 歴史
1959年（昭和34年）10月14日、新たな県道として栃木県小山市東野田を起点とし、茨城県古河市を終点とする区間を本路線とする県道東野田古河線として茨城県が県道路線認定した。
1995年（平成7年）に整理番号294となり現在に至る。

### 年表
- 1959年（昭和34年）10月14日
現在の路線が路線認定される（図面対象番号308）[3]。茨城県内の道路区域は、県界猿島郡総和村大字西牛ケ谷から古河市大字古河の二級国道佐原熊谷線（旧道国道125号、現在の県道野木古河線）交点までと決定された[4]。
- 1967年（昭和42年）12月4日：猿島郡総和村大字東牛ヶ谷 - 同村大字西牛ヶ谷の狭隘路（最小幅員3.0 m、延長1,748 m）を拡幅改良[5]。
- 1995年（平成7年）3月30日：茨城県区間において、整理番号360から現在の番号（整理番号294）に変更される[6]。
- 2007年（平成19年）1月1日：古河市本町一丁目の街路区間が古河市管理下になる[7]。

## 路線状況
一般県道の管理は栃木・茨城の両県が行うが、本路線のうち、茨城県古河市本町一丁目の一部区間については、古河市が県道の管理を行っている
道路法の規定に基づき、茨城県内の古河市三杉町（三杉町交差点） - 同市本町（一般県道野木古河線交差）間は、緊急輸送道路として機能を維持するため、災害発生時の被害拡大防止を目的に道路用地内に電柱を建てることが制限されている。

## 地理

### 通過する自治体
- 栃木県
  - 小山市 - 下都賀郡野木町
- 茨城県
  - 古河市
- 栃木県
  - 下都賀郡野木町
- 茨城県
  - 古河市

### 交差する道路
- 茨城県道・栃木県道190号境間々田線（下都賀郡野木町大字佐川野 - 下都賀郡野木町大字佐川野まで重複区間）
- 栃木県道314号佐川野友沼線（下都賀郡野木町大字佐川野）
- 国道125号（古河市三杉町旭町2丁目 - 三杉町、三杉町交差点まで重複区間）
- 国道4号（古河市三杉町、三杉町交差点）